# جونا هکس
جونا هکس (انگلیسی: Jonah Hex) یک فیلم در ژانر ابرقهرمانی با حال و هوای وسترن است که در سال ۲۰۱۰ منتشر شد.
این فیلم بر پایه کاراکتری به همین نام از کامیک‌های DC ساخته شده‌است.
کارگردان این فیلم جیمی هیوارد است و از بازیگران آن می‌توان جاش برولین، مگان فاکس و مایکل فاسبندر را نام برد.

## بازیگران
- جاش برولین
- جان مالکوویچ
- مگان فاکس
- مایکل فاسبندر
- ویل آرنت
- مایکل شنون
- آیدان کوئین
- وس بنتلی
- دیوید پاتریک کلی
- جفری دین مورگان
- جولیا جونز